# كده أوكيه (مسرحية)
كده أوكيه هي مسرحية كوميدية مصرية من إخراج سمير العصفوري، عرضت في 19 نوفمبر 2003.

## بطولة
- مني زكي : شربات / باكينام
- هانى رمزى : عادل
- احمد السقا : مفتاح
- شريف منير : أعزب شديد
- ياسمين عبد العزيز : زيزي